# Erina grandissima
Erina grandissima är en fjärilsart som beskrevs av Bethune-Baker 1908. Erina grandissima ingår i släktet Erina och familjen juvelvingar. Inga underarter finns listade i Catalogue of Life.